# Nilvaran
Nilvaran (Varanus niloticus) är en varan som förekommer i Afrika. Utbredningsområdet sträcker sig längs Nilen och fortsätter i hela Afrika söder om Sahara. Ödlan vistas i låglandet och i bergstrakter upp till 2000 meter över havet. Den lever vid vattendrag och förekommer inte i ökenområden. Som fullvuxen blir den 1,4 till 2 meter lång, vissa individer något mer. Vikten är oftast 12 till 15 kg. Arten är gråbrun och mönstrad med fläckar eller band. Kroppen är muskulös men i förhållande till dess storlek ända relativt slank och djuret kan både simma bra såväl som röra sig snabbt på land. Varanen kan även klättra i träd, särskilt yngre och lättare exemplar.
Svansen är avplattad vid sidan och ovansidan liknar en köl i utseende. Den del av svansen som ligger nära bålen kan lagra fett. I det trekantiga huvudet finns kraftiga käkar.
Nilvaranen är till sitt levnadssätt både rovlevande och asätare. Den tar de flesta sorters mindre byten som den kan fånga, bland annat fiskar, grodor och fåglar. Den tar även gärna ägg om den kan. Ungar har i början insekter som föda. Varanen äter också på kadaver av större djur som dödats av nilkrokodiler.
Samtidigt som nilkrokodilerna förser varanen med föda är dessa också en av varanens möjliga fiender. Om varanen hotas kan den använda sina tänder, klor och piskliknande svans att försvara sig med. Även pytonormar kan vara ett hot mot varanen.
Fortplantningen är ovipar och honorna lägger 20 till 60 ägg per kull. Parningen sker mellan hannar och honor med överlappande revir. När två hannar träffar varandra strider de om rätten att para sig genom brottning. Hannen som förlorade drar sig tillbaka med mindre sår. Parningsakten kan vara i flera timmar och under en vecka sker flera parningar. Äggen läggs vanligen i termitstackar. Sedan bevakas nästet några dagar av honan. Äggen kläcks efter 6 till 9 månader och några ungar bevöver 48 timmar för att lämna ägget. Hur ungarna kan gräva sig genom den hårda termitstacken är inte känd. Antagligen använder de lite mjukare delar vid stackens topp efter regn. Individerna blir efter tre till fyra år könsmogna.
Nilvaran fångas för huden och ibland för köttets skull. Flera individer hölls som terrariedjur. Hela populationen är fortfarande stabil. IUCN listar arten som livskraftig (LC).